# コンラート (ライン宮中伯)
ライン宮中伯コンラート（Konrad, Pfalzgraf bei Rhein, 1135年頃 - 1195年11月8日）は、ホーエンシュタウフェン家出身のライン宮中伯（在位：1156年 - 1195年）。シュヴァーベン大公フリードリヒ2世とザールブリュッケン伯フリードリヒの娘アグネスの間の子。神聖ローマ皇帝フリードリヒ1世の異母弟。
1156年にライン宮中伯となる。甥にあたる皇帝ハインリヒ6世はコンラートの一女アグネスをフランス王フィリップ2世と結婚させようと考えていたが、1194年にコンラートの妻イルミンガルトは夫の留守中に当時ハインリヒ6世と対立していたヴェルフ家ハインリヒ獅子公の長子ハインリヒをシュターレック城に呼び、アグネスと結婚させた。これにより、ハインリヒ6世はコンラートの仲介でハインリヒおよびその父ハインリヒ獅子公と和解するに至った。

## 子女
ヘンネベルク伯ベルトルト1世の娘イルミンガルト（1197年没）との間に以下の子女がいたが、男子はコンラートに先だって死去した。
- フリードリヒ
- コンラート
- アグネス（1177年 - 1204年） - ヴェルフ家ハインリヒ5世と結婚、ハインリヒはコンラートの死後、ライン宮中伯となった。